# Le Mesnil-Lieubray
Le Mesnil-Lieubray là một xã thuộc tỉnh Seine-Maritime trong vùng Normandie miền bắc nước Pháp.

## Huy hiệu
| Arms of Le Mesnil-Lieubray | The arms of Le Mesnil-Lieubray are blazoned: Quarterly 1: Gules, a bunch of grapes slipped and lived Or; 2: Azure, a saw blade argent; 3: Azure, 2 barrulets argent; and 4: Gules, an apple slipped and leaved Or; overall on an inescutcheon Or, a latin cross of 9 fusils gules. (The saw blade here is a fess indented on the bottom side only) |

## Dân số
| 1962                                 | 1968 | 1975 | 1982 | 1990 | 1999 | 2006 |
| ------------------------------------ | ---- | ---- | ---- | ---- | ---- | ---- |
| 80                                   | 114  | 106  | 105  | 82   | 65   | 93   |
| Từ năm 1962: Dân số không tính trùng |      |      |      |      |      |      |